# Solatbucht
Die Solatbucht (indonesisch Teluk Solat) liegt an der Ostküste der Insel Damar, die zu den Barat-Daya-Inseln gehört.
Im Norden überragt die Bucht der Vulkan Wurlali. Innerhalb der Bucht befinden sich am Westufer der Inselhauptort Wulur und am Nordufer der Ort Kehli.